# Veli Dedi
Veli Musa Dedi (Medveđa, 5 de abril de 1912 – Tirana, 3 de fevereiro de 1995),  foi um notável general albanês, servindo como Diretor Técnico do Exército Popular Albanês e comandando a guarnição de Tirana. Ele desempenhou um papel significativo na Guerra Civil Espanhola   e serviu na França durante a Segunda Guerra Mundial, participando notavelmente na Batalha de Marselha em 1944.   

## Biografia
Veli Dedi era um albanês étnico, nascido na aldeia Dediq que pertence ao distrito de Medveđa que está localizado na região de Gollak.  Ele frequentou a escola primária em Medveđa e Gazdare, a escola secundária em Leskoc e a Faculdade de Engenharia em Belgrado. Em 1932, aos 20 anos, veio para a Albânia e formou-se na Escola Militar Real de Tirana.  

## Participação na Guerra Civil Espanhola e na França

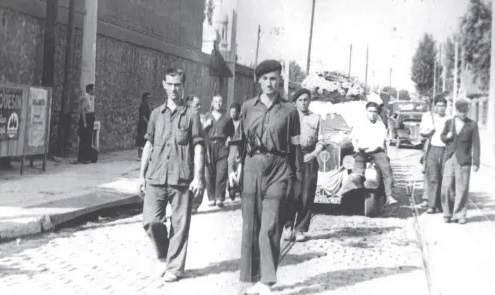
Veli Dedi na Guerra Civil Espanhola

Durante a Guerra Civil Espanhola, desempenhou o papel de chefe operacional dos pioneiros da Brigada XV. Mais tarde, ele fugiu para a França, onde se juntou às forças de resistência francesas lutando na Batalha de Marselha e, em agosto de 1944, foi promovido a Major e, graças à sua habilidade, rendeu-se a 37 mil fascistas, que lutavam para destruir toda Marselha. Ele conseguiu persuadi-los a se renderem graças ao reconhecimento de todas as convenções internacionais de forma profissional e detalhada e com a segurança garantida pelas unidades francesas. Veli Dedi também era membro do Partido Comunista Francês. 

## Morte
Em 3 de fevereiro de 1995, faleceu em Tirana. Seu funeral, como um combatente experiente na Espanha e como comandante das operações de libertação do Departamento de Marselha, como um soldado leal da nação albanesa, como um antigo deputado do distrito de Bajram Curri, foi realizado com honras de Estado. Os telegramas do Presidente, do Ministério da Defesa e dos veteranos da Albânia foram lidos no funeral. Veli Dedi também recebeu um prêmio como Herói do Povo. 